# COMPLETE BEST "BACK FIRE"
『COMPLETE BEST "BACK FIRE"』（コンプリート・ベスト・バック・ファイア）は、SHOW-YAの5枚目のベスト・アルバム。

## 概要
全15曲のベスト・アルバム。本作は「COMPLETE BEST」と銘打たれているが、これまでに発売されたシングルのうち、1stシングル「素敵にダンシング (Coke Is It)」、5thシングル「水の中の逃亡者」、6thシングル「孤独の迷宮」、11thシングル「ギャンブリング」、12thシングル「天使の炎-Flame Of The Angels-」以上の5曲は未収録。

## 収録曲
1. 限界LOVERS (4:02)
作詞：安藤芳彦、作曲：寺田恵子、編曲：笹路正徳・SHOW-YA
8thシングル。
2. I gotta your love (3:46)
作詞・作曲：寺田恵子、編曲：SHOW-YA・松下誠
3. LIFE IS DANCING (4:43)
作詞：安藤芳彦、作曲：仙波さとみ、編曲：SHOW-YA
4. 叫び (4:27)
作詞：安藤芳彦、作曲：寺田恵子、編曲：笹路正徳・SHOW-YA
10thシングル。
5. 愛さずにいられない -Still be hangin' on- (5:00)
作詞・作曲：JONATHAN CAIN&RICK NEILSON、日本語詞：寺田恵子、編曲：SHOW-YA・松下誠
7thシングル。
6. しどけなくエモーション (4:06)
作詞：湯川れい子、作曲：中村美紀、編曲：SHOW-YA
2ndシングル。
7. ONE WAY HEART (4:17)
作詞：川村真澄、作曲：NOBODY、編曲：難波正司
3rdシングル。
8. その後で殺したい (4:12)
作詞：秋元康、作曲：筒美京平、編曲：松下誠
4thシングル。
9. FAIRY (3:58)
作詞：寺田恵子、作曲：五十嵐美貴、編曲：難波正司・SHOW-YA
10. フィクサー (4:45)
作詞・作曲：寺田恵子、編曲：SHOW-YA・松下誠
11. WHAT DO YOU SAY? (4:32)
作詞：安藤芳彦、作曲：寺田恵子、編曲：SHOW-YA
「限界LOVERS」B面曲。
12. 私は嵐 (4:07)
作詞：安藤芳彦、作曲：寺田恵子、編曲：笹路正徳・SHOW-YA
9thシングル。
13. BLUE ROSE BLUES (5:24)
作詞：安藤芳彦、作曲：寺田恵子、編曲：SHOW-YA
14. 祈り (4:41)
作詞：寺田恵子・安藤芳彦、作曲：寺田恵子、編曲：笹路正徳・SHOW-YA
15. BLACKBIRD (3:35)
作詞・作曲：レノン＝マッカートニー、編曲：SHOW-YA・松下誠
ビートルズのカバー。『抱きしめたい』に収録されている楽曲。